# HURRY UP MODE
『HURRY UP MODE』（ハリー・アップ・モード）は、日本のロックバンドであるBUCK-TICKの1枚目のオリジナル・アルバム。
1987年4月1日に太陽レコードよりリリースされた。作詞・作曲はほぼ全曲で今井寿が担当、一部の曲で櫻井敦司が作詞および作曲を担当している。群馬県立藤岡高等学校に在籍していた生徒たちを中心に結成されたBUCK-TICKのファースト・アルバムであり、プロデュースはBUCK-TICKおよび太陽レコードの主催者であるサワキカズヲが担当している。
レコーディングは初めにデモテープ作成のためにメンバー自己負担によって4曲だけ先行して行われ、後にサワキプロデュースの下で約2週間という期間の内100時間を使用して行われ、メンバーは寝る間もないほどに厳しい環境下で遂行されることとなった。また、本作リリースと同日にイベントライブ「BUCK-TICK現象」が豊島公会堂で行われ、およそ800人を動員し様々なレコード会社から注目を集めるに至った。
本作リリース前に同レーベルからシングル「TO-SEARCH」がリリースされているが、本作には収録されていない。本作はインディーズ版において「殺シノ調ベ」というサブタイトルが存在したが、ビクターインビテーションからリリースされたリミックス・アルバム『HURRY UP MODE (1990MIX)』（1990年）においてはサブタイトルは記述されていない（後述）。

## 背景
群馬県立藤岡高等学校に通学していた樋口豊は、高校一年の秋に一学年上の先輩から誘われて今井寿の実家を訪れることとなった。今井の実家は煙草屋であり、同級生を始めとした様々な人間が出入りし学校の始業時間までの空き時間を過ごすことが恒例となっていた。今井の部屋にはたくさんの漫画本やレコードが置いてあり、今井の趣味であったイエロー・マジック・オーケストラやセックス・ピストルズ、ディスチャージなどの先鋭的なバンドの曲が流されていた。今井は高校一年の時に友人から借りたカセットテープに入っていたRCサクセションを聴いたことから、日本語歌詞の面白さや独特なボーカル、生身のバンドサウンドに興味を持ち、幼馴染のアラキとともにバンド結成を決意する。
一方で同校に通学していた星野英彦は、小学校時代から続けていたため高校においてもサッカー部に入部してプロを目指していたものの挫折し、以後帰宅部となり退屈な日々を送っていた。そんな折、1歳年上であった今井が始めようとしていたバンドに加入しないかという打診が同級生の樋口から星野に対して出された。樋口は担当楽器をベースと決定しており、星野は漠然とギターを担当したいと申し出ていた。さらに今井の同級生であった櫻井敦司は、同校の生徒とは馴染もうとせず他校の生徒や社会人となった年上の人間と共にする時間が多く、今井とは全く接点がない状態であった。しかし櫻井の遊び仲間が傷害事件を起こしたことで仲間は離散することとなり、同級生から今井の実家に誘われたことで初めて接触を持つこととなった。さらに樋口の兄であるヤガミトールは「SPOTS」というバンドに参加してすでにコンテストなどに出場していた。櫻井も徐々にバンドに興味を持ち始め、ドラムス担当を希望していたことからヤガミの家でドラムプレイの練習を始めることとなった。しかし全国大会で落選したことを切っ掛けに「SPOTS」は解散し、ヤガミは音楽活動から遠ざかることとなる。
バンド結成の準備は出来ていたものの、高校3年の冬の終わりに差し掛かってもまだバンド活動は始動しておらず、櫻井による「とりあえず、バンドをやってみよう」という一言で1984年3月にようやくバンド活動が開始されることとなった。結成から1か月後にイベントライブへの参加を検討していたメンバーは、周囲がBOØWYやTHE MODSばかりをコピーしていたことから、ザ・スターリンのコピーバンドを目指すこととなった。活動開始に当たって今井はバンド名を考案し、当初はザ・スターリンのコピーバンドであることから「THE NOTALIN」を提案するも樋口に強く反対されたため、漢字が入っていて皆に嫌がられる名前として「非難GO-GO」（ひなんごうごう）という名前を提案する。その後今井が制作した「PLASTIC SYNDROME I」を切っ掛けとしてオリジナル曲を中心に演奏するようになり、同年夏にバンド名を「BUCK-TICK」と変更することとなった。活動拠点を東京に移したBUCK-TICKであったが、今井が制作する独特なメロディラインをボーカルであったアラキが歌いこなすことが出来ず、同年10月に居酒屋での話し合いの席で方向性の違いからアラキが脱退することが決定。それと同時に櫻井がボーカルへの転向を熱望し、抜けたドラムスのパートを樋口がヤガミを熱烈に説得したことからBUCK-TICKへの加入が決定した。

## 録音、制作
東京でライブ活動を続けていたBUCK-TICKであったが、動員を増やしてさらに注目を集める方法はないかと検討が重ねられた。同時期に、インディーズ系の音楽誌『DOLL MAGAZINE』の「新人紹介コーナー」に掲載されたことからチケットの売れ行きが各段に伸びたことを踏まえ、「自主制作でレコードを作ったらどうだろう」とメンバーから提案が出されることとなった。その提案を受け、ヤガミの伝手を利用した結果格安の10万円でレコーディングが可能となり、1986年5月にヤマハ日吉センタースタジオにてリリースの当てもないままにレコーディングが開始された。レコーディング当日である5月18日には、「PLASTIC SYNDROME II」「TO-SEARCH」「ONE NIGHT BALLET」「SECRET RAECTION」の4曲がレコーディングされた。この4曲に関して、今井はライブでの演奏と全く同じ方法でレコーディングを行ったことを述べた上で、当時はそれなりに満足していたが後年になって演奏が下手であると自ら認めている。
同年7月には太陽レコードの主催者であるサワキ・カズヲから「メンバーに会いたい」とコンタクトが取られることとなった。サワキはライブハウス「屋根裏」でのライブにおいて、別のバンドを見に来ていたがBUCK-TICKのライブを見て興味を持ち連絡をしてきたという。サワキはBUCK-TICKメンバーの名前と生年月日が書かれた紙を見て「来年、君たちは売れるよ。まちがいない」と述べ、BUCK-TICKの個性と将来性を強く買っていた。同年9月21日にはシングルリリースが予定されたが1か月延長され、10月21日に太陽レコードよりBUCK-TICKとして初となるシングル「TO-SEARCH」がリリースされた。
その後本作の本格的なレコーディングが始まり、1987年1月21日から2月4日までの約2週間の内にヤマハ日吉センタースタジオにて行われた。レコーディングは時間的にも相当に厳しく、2週間でおよそ100時間の間に13曲がレコーディングされた。この期間はメンバー全員が櫻井の家に泊まり込み、ほとんど合宿状態で録音された。ヤガミは自著『1977』（2018年）において、「2週間近く、日吉のスタジオまで通いでレコーディングしたんだ。昼頃から始めて、夜遅くまで作業して、終わったら車でみんなを送って、また午前中に迎えに回るっていう」、「あっちゃんはヴォーカルだけじゃなく、運転もがんばってたね」と述べている。本作は太陽レコードとの契約以前にレコーディングされた4曲とほぼ同様のスタイルで録音が行われており、すべて一発録りで若干ダビングの要素が加えられた程度であると今井は述べている。

## リリース
1987年4月1日に太陽レコードからLP、CDの2形態でリリースされた。また、インディーズ版においては「殺シノ調ベ」というサブタイトルが存在した。CD盤にのみ、6曲目と7曲目には「VACUUM DREAM」「NO NO BOY」の2曲が追加収録されている(他にLP盤との主な違いとしてはジャケットの文字やメンバーの位置が違っていたり、LP盤の1曲目のPROLOGUEが2曲目のPLASTIC SYNDROME TYPE IIとして収録されており、トラック分けがされていない、など)。また、日本のインディーズレーベルにおいて、単独アーティストとしては初めてCDの形態で発売された作品でもある。当時メンバーは誰もCDプレーヤーを所有しておらず、CD盤は聴くことができなかったと樋口は述べている。
1990年2月8日にはリミックスが施された『HURRY UP MODE (1990MIX)』がリリースされている（後述）。2008年5月21日にはオリジナル盤に忠実なバージョンが紙ジャケットおよびデジタルリマスター仕様で再リリースされたが、追加分の2曲は収録されていない。後にビクターより再リリースされた後も、ミックスの違いやCD盤のみ収録されている2曲のボーナス・トラックのためか、未だにオークションなどで高値で取引されている。

## プロモーション
本作のプロモーションとして、メンバー全員はレコード店を巡り頭を下げながらレコードを置いてもらうよう要請することなどを行った。メンバーと共にプロモーションを手伝ったスタッフの一人である浅見繁男のギャランティーは現物支給であり、本作を10枚から20枚ほどサワキから渡されたという。その後サワキは本作リリースと同日に豊島公会堂でのイベントライブを開催することをBUCK-TICKに対して提案した。ライブには太陽レコード所属アーティストが出演することになっていたが、メインでの出演はBUCK-TICKとなっていた。しかしメジャーデビューをしていないバンドが1200人の聴衆を集客できるかという点が問題視され、成功が疑問視される中で他のバンドは出場を次々に辞退していた。またサワキの元にも「無謀だ」「失敗するのはみえみえだ」などの非難の言葉が投げかけられた。
その後サワキのアイデアによりステッカー作戦が実行され、黒地に白抜きの文字で「BUCK-TICK現象 4月1日 豊島公会堂」とだけ書かれたステッカーを若者が集まる街中に所かまわず貼り付けられた。結果として、渋谷と原宿を中心に電信柱、歩道橋、公園など至る所に、前述のステッカーが3000枚以上貼りつけられた。ステッカーの貼り付けはローディー的な役割のスタッフが行っていたが、見回りを強化していた警官に発見されスタッフ1名が現行犯で逮捕される事態となった。前売りチケットの売れ行きは400枚ほどであり、チラシや雑誌への告知、レコード会社への招待状などあらゆるプロモーションを行ったがチケットの売れ行きは頭打ちとなっていた。しかしライブ当日にはリハーサルの段階から続々と人が集まり始め、当日券が通常であれば20〜30枚程度のところ400枚売れるという異常な売れ行きとなった。結果として動員数は800人となり満員には至らなかったが、ホール1階部分を埋め尽くす聴衆は確保できた上に、BUCK-TICKに注目し始めたレコード会社の関係者も観覧に来ていた。レコード会社関係者は無名のバンドが突然ホールクラスで800人を動員したことに驚き、その中でもビクター音楽産業が「BUCK-TICKをヴィジュアルアーティストとして売っていきたい」と打診、当時は新人のデビュー作品はスタジオミュージシャンが演奏するという戦略が取られることも多い中、ビクターのディレクターは「俺に任せろ!」と述べバンド自身の演奏を許可するなど豪快な人であったためにシンパシーを感じたメンバーは契約を交わすこととなった。

## ツアー
本作のリリースと同日に豊島公会堂にて「BUCK-TICK現象」と題したライブが行われた後、本作を受けた「HURRY UP MODEツアー」が5月13日の前橋ラタン公演から5月28日の横浜セブンスアベニュー公演まで、ライブハウスを中心に10都市全10公演行われた。同ツアーにおいて、堺市のライブハウスでは地元出身のバンドと対バン形式でライブが行われたが、聴衆はほとんど地元のバンドを目当てに来ていたため、メンバーが必死に演奏しても誰も見ようともせず完全無視の状態であり、東京では知名度が上がっていたが地方では全く知名度がないことを痛感したとヤガミは述べている。
6月16日には渋谷ライブインにて「BUCK-TICK現象II」と題したライブを実施。同年9月20日の「高崎ビビホール」公演から11月3日の「前橋アクター」公演まで「BUCK-TICK現象 TOUR」と題した初の全国ライブツアーを19都市全19公演を実施、さらに12月11日には「BUCK-TICK現象III」と題した初の大ホール公演となる日本青年館公演を実現した。

## 収録曲
全編曲: BUCK-TICK。

### LP版
| #         | タイトル                     | 作詞      | 作曲      | 時間  |
| --------- | ---------------------------- | --------- | --------- | ----- |
| 1.        | 「PROLOGUE」                 |           | ATSUSHI   | 0:41  |
| 2.        | 「PLASTIC SYNDROME TYPE II」 | HISASHI   | ATSUSHI   | 3:33  |
| 3.        | 「HURRY UP MODE」            | HISASHI   | HISASHI   | 4:09  |
| 4.        | 「TELEPHONE MURDER」         | HISASHI   | HISASHI   | 3:46  |
| 5.        | 「FLY HIGH」                 | HISASHI   | HISASHI   | 4:34  |
| 6.        | 「ONE NIGHT BALLET」         | HISASHI   | HISASHI   | 5:07  |
| 合計時間: | 合計時間:                    | 合計時間: | 合計時間: | 21:50 |

| #         | タイトル               | 作詞      | 作曲      | 時間  |
| --------- | ---------------------- | --------- | --------- | ----- |
| 7.        | 「MOON LIGHT」         | ATSUSHI   | HISASHI   | 3:49  |
| 8.        | 「FOR DANGEROUS KIDS」 | HISASHI   | HISASHI   | 4:23  |
| 9.        | 「ROMANESQUE」         | HISASHI   | HISASHI   | 4:01  |
| 10.       | 「SECRET REACTION」    | HISASHI   | HISASHI   | 5:03  |
| 11.       | 「STAY GOLD」          | HISASHI   | HISASHI   | 4:39  |
| 合計時間: | 合計時間:              | 合計時間: | 合計時間: | 21:55 |

### CD版
| 全編曲: BUCK-TICK。 |                              |           |           |       |
| #                   | タイトル                     | 作詞      | 作曲      | 時間  |
| 1.                  | 「PLASTIC SYNDROME TYPE II」 | HISASHI   | ATSUSHI   | 4:13  |
| 2.                  | 「HURRY UP MODE」            | HISASHI   | HISASHI   | 4:09  |
| 3.                  | 「TELEPHONE MURDER」         | HISASHI   | HISASHI   | 3:46  |
| 4.                  | 「FLY HIGH」                 | HISASHI   | HISASHI   | 4:34  |
| 5.                  | 「ONE NIGHT BALLET」         | HISASHI   | HISASHI   | 5:07  |
| 6.                  | 「VACUUM DREAM」             | HISASHI   | HISASHI   | 5:07  |
| 7.                  | 「NO NO BOY」                | HISASHI   | HISASHI   | 3:16  |
| 8.                  | 「MOON LIGHT」               | ATSUSHI   | HISASHI   | 3:49  |
| 9.                  | 「FOR DANGEROUS KIDS」       | HISASHI   | HISASHI   | 4:23  |
| 10.                 | 「ROMANESQUE」               | HISASHI   | HISASHI   | 4:01  |
| 11.                 | 「SECRET REACTION」          | HISASHI   | HISASHI   | 5:03  |
| 12.                 | 「STAY GOLD」                | HISASHI   | HISASHI   | 4:39  |
| 合計時間:           | 合計時間:                    | 合計時間: | 合計時間: | 52:07 |

### 曲解説
1. 「PROLOGUE」
アルバムのイントロに何かあった方がいいと思い、櫻井が鼻歌で作った(CD盤はPLASTIC SYNDROME TYPE Ⅱと完全に繋がっており、トラック化されていない)[27]。
2. 「PLASTIC SYNDROME TYPE II」
1986年10月21日にリリースされた、インディーズでの1stシングル「TO-SEARCH」に収録されているバージョンと違うが、大差はあまりない[27]。
3. 「HURRY UP MODE」
ドラムはティンバレスを重ねて録っている。作曲者の今井は、荒々しいアフロ・ビートのような感じをやりたいと思い作曲した[27]。
4. 「TELEPHONE MURDER」
櫻井は「珍しく単純なロックンロールっぽい感じ」と語っている[27]。
5. 「FLY HIGH」
作曲者の今井は、作曲当時は変なメロディーラインにしたいことばかり考え、息継ぎのことを考えず歌う人のことを考えていなかったと語っている[27]。
6. 「ONE NIGHT BALLET」
イントロのピアノは知り合いの素人が弾いている[27]。
  - 「VACUUM DREAM」

CD盤にのみ収録されている(6曲目)。
  - 「NO NO BOY」

CD盤にのみ収録されている(7曲目)。
7. 「MOON LIGHT」
櫻井が初めて作詞した曲。少年少女が喜びそうなメルヘンチックなロマンスみたいなものを書いた[27]。
8. 「FOR DANGEROUS KIDS」
初めてスカのリズムを採用した曲。コーラスはスタッフが全員で歌っている[27]。
9. 「ROMANESQUE」
櫻井がドラムス担当だった時期に全員で練習していて試行錯誤してできた曲。冒頭にシンバルの逆回転の音を入れている[27]。
10. 「SECRET REACTION」
1985年11月8日に新宿JAMにて行われ、初代ボーカルのアラキが脱退する前のライブにて最後に演奏された曲。テンポの遅い曲を作りたかったがまだバラードができる力量がなくこのようになった[27]。
11. 「STAY GOLD」
メロディーから作り、カッティングの荒々しさを入れた[27]。

## スタッフ・クレジット

### BUCK-TICK
- ATSUSHI - ボーカル
- HISASHI - ギター
- HIDE - ギター
- U-TA - ベース
- YAGAMI TOLL - ドラムス

### 参加ミュージシャン
- 横町こすず - コーラス
- 大平真理子 - コーラス
- 国分ひろみ - ピアノ

### スタッフ
- Sawaki - プロデューサー、マネージメント
- BUCK-TICK - プロデューサー
- 湊雅行 - レコーディング・エンジニア
- Nishimura - レコーディング・エンジニア
- スティーブン・ライスト - ナレーション
- セリア・E・ファーノン - 翻訳
- 田中登百代 - カバーデザイン
- 塚田守 - 写真撮影
- OJIMAMUSHI - サンクス
- 中望 - サンクス
- Donbey & Irikura Fumiko - サンクス
- Azami - マネージメント

## リリース履歴
| No. | 日付          | レーベル             | 規格  | 規格品番                    | 最高順位 | 備考                                                 |
| --- | ------------- | -------------------- | ----- | --------------------------- | -------- | ---------------------------------------------------- |
| 1   | 1987年4月1日  | 太陽レコード         | LP CD | LEO-009 (LP) LEO-009-C (CD) | -        | CD版のみ2曲追加収録                                  |
| 2   | 2008年5月21日 | ビクター／Invitation | CD    | VICL-62545                  | -        | 追加曲なし、紙ジャケット仕様、デジタルリマスター音源 |

## HURRY UP MODE (1990MIX)
『HURRY UP MODE (1990MIX)』（ハリー・アップ・モード ナインティーン・ナインティ・ミックス）は、日本のロックバンドであるBUCK-TICKの1枚目のアルバム『HURRY UP MODE』のリミックス・アルバム。
1990年2月8日にビクター音楽産業のInvitationレーベルよりリリースされた。インディーズレーベルである太陽レコードからリリースされたオリジナル盤とはミックスが異なり、またオリジナル盤のCDにのみ収録されていた2曲は収録されていない。
アルバムのジャケット等に『1990MIX』の記載は無いが、BUCK-TICK公式サイトにおける表記に従い本項目では同表記を用いる。

### リリース
1990年2月8日にビクター音楽産業のInvitationレーベルより、CDおよびCTの2形態でリリースされた。本作はインディーズ時代のマスターをリミックスしたものであり、当初は数曲を新録で録り直すという案もあったが、「昔は昔なんだからその当時の雰囲気を大事にして」というメンバーの意向により差し替えもなく、主に低音域のレベルを上げるというリミックスのみでリリースされた。当時本作がリリースされた理由としては、ファンの強い要望の他にもLSD使用による麻薬取締法違反容疑で今井寿が逮捕されたことからの復活を掛けた時期でもあったため、もう一度初心に帰って再スタートという部分もあったことから、演奏も下手でありクオリティも低い状態であるが、同時期の自分たちを知っていてほしいというメンバーの意向が強かったことが要因となった。しかし裏事情として、本作があまりにも高いプレミアムが付きすぎ、それを利用した犯罪行為に近い事件が多発するという状況にメンバーが胸を痛めていたということも大きな要因としてあげられる。
2002年9月19日には、ビクターエンタテインメントのHAPPY HOUSEレーベルから比留間整監修によるデジタルリマスター版がリリースされ、初回限定盤にはジャケットサイズのオリジナルステッカーが付属されたほか、ボーナス・トラックとして「MOON LIGHT (unreleased version)」および「THEME OF B-T」の2曲が追加収録された。

### チャート成績
『1990MIX』はオリコンチャートにて初登場1位を獲得、登場回数は10回で売り上げ枚数は21.2万枚となった。この売り上げ枚数はBUCK-TICKのアルバム売上ランキングにおいて7位となっている。2022年に実施されたねとらぼ調査隊によるBUCK-TICKのアルバム人気ランキングでは17位となった。

### 収録曲
全編曲: BUCK-TICK。
| #         | タイトル                     | 作詞      | 作曲      | 時間  |
| --------- | ---------------------------- | --------- | --------- | ----- |
| 1.        | 「PROLOGUE」                 |           | ATSUSHI   | 0:40  |
| 2.        | 「PLASTIC SYNDROME TYPE II」 | HISASHI   | ATSUSHI   | 3:33  |
| 3.        | 「HURRY UP MODE」            | HISASHI   | HISASHI   | 4:09  |
| 4.        | 「TELEPHONE MURDER」         | HISASHI   | HISASHI   | 3:46  |
| 5.        | 「FLY HIGH」                 | HISASHI   | HISASHI   | 4:32  |
| 6.        | 「ONE NIGHT BALLET」         | HISASHI   | HISASHI   | 5:06  |
| 合計時間: | 合計時間:                    | 合計時間: | 合計時間: | 21:46 |

| #         | タイトル               | 作詞      | 作曲      | 時間  |
| --------- | ---------------------- | --------- | --------- | ----- |
| 7.        | 「MOON LIGHT」         | ATSUSHI   | HISASHI   | 3:48  |
| 8.        | 「FOR DANGEROUS KIDS」 | HISASHI   | HISASHI   | 4:23  |
| 9.        | 「ROMANESQUE」         | HISASHI   | HISASHI   | 4:02  |
| 10.       | 「SECRET REACTION」    | HISASHI   | HISASHI   | 5:01  |
| 11.       | 「STAY GOLD」          | HISASHI   | HISASHI   | 4:41  |
| 合計時間: | 合計時間:              | 合計時間: | 合計時間: | 21:55 |

| #         | タイトル                            | 作詞      | 作曲      | 時間  |
| --------- | ----------------------------------- | --------- | --------- | ----- |
| 1.        | 「PROLOGUE」                        |           | ATSUSHI   | 0:40  |
| 2.        | 「PLASTIC SYNDROME TYPE II」        | HISASHI   | ATSUSHI   | 3:34  |
| 3.        | 「HURRY UP MODE」                   | HISASHI   | HISASHI   | 4:09  |
| 4.        | 「TELEPHONE MURDER」                | HISASHI   | HISASHI   | 3:48  |
| 5.        | 「FLY HIGH」                        | HISASHI   | HISASHI   | 4:34  |
| 6.        | 「ONE NIGHT BALLET」                | HISASHI   | HISASHI   | 5:09  |
| 7.        | 「MOON LIGHT」                      | ATSUSHI   | HISASHI   | 3:48  |
| 8.        | 「FOR DANGEROUS KIDS」              | HISASHI   | HISASHI   | 4:25  |
| 9.        | 「ROMANESQUE」                      | HISASHI   | HISASHI   | 4:03  |
| 10.       | 「SECRET REACTION」                 | HISASHI   | HISASHI   | 5:02  |
| 11.       | 「STAY GOLD」                       | HISASHI   | HISASHI   | 4:48  |
| 12.       | 「MOON LIGHT (unreleased version)」 | ATSUSHI   | HISASHI   | 3:57  |
| 13.       | 「THEME OF B-T」                    |           | 中望      | 2:10  |
| 合計時間: | 合計時間:                           | 合計時間: | 合計時間: | 50:07 |

### スタッフ・クレジット

#### BUCK-TICK
- ATSUSHI - ボーカル
- HISASHI - ギター
- HIDE - ギター
- U-TA - ベース
- TOLL - ドラムス

### スタッフ
- 湊雅行 - レコーディング・エンジニア
- NISHIMURA - レコーディング・エンジニア
- 山口州治 - リミックス・エンジニア
- 田中淳一（ビクターインビテーション） - ディレクター
- SHAKING HANDS INC. - マネージメント・オフィス
- サカグチケン - アート・ディレクター
- 塚田守 - 写真撮影
- サワキカズヲ - スペシャル・サンクス

### リリース履歴
| No. | 日付          | レーベル                                | 規格  | 規格品番                                  | 最高順位 | 備考                                                                                               |
| --- | ------------- | --------------------------------------- | ----- | ----------------------------------------- | -------- | -------------------------------------------------------------------------------------------------- |
| 1   | 1990年2月8日  | ビクター音楽産業／Invitation            | CD CT | VICL-3 (CD) VITL-3 (CT)                   | 1位      | |
| 2   | 2002年9月19日 | ビクターエンタテインメント／HAPPY HOUSE | CD    | VICL-60985（初回盤） VICL-60965（通常盤） | 99位     | デジタルリマスター盤（監修：比留間整） 初回盤のみボーナストラック2曲収録、オリジナルステッカー封入 |